# Shock distributivo
Lo shock distributivo, in medicina, è una condizione patologica caratterizzata da urgenza e dovuta a una distribuzione anomala del sangue nei vasi sanguigni, che risulta in un apporto insufficiente di sangue agli organi. Esso rappresenta uno dei quattro tipi di shock, una sindrome in cui l'apporto di sangue (e quindi di ossigeno) agli organi non è sufficiente a soddisfare il metabolismo delle cellule che compongono organi e tessuti. A differenza di altri tipi di shock, nel tipo distributivo la gittata cardiaca può essere normale o aumentata. La causa più frequente dello shock distributivo è la sepsi: in questo caso si parla di shock settico, una condizione patologica grave che può determinare il decesso.

## Cause
Oltre alla sepsi, un'altra possibile causa di shock distributivo è la sindrome da risposta infiammatoria sistemica o SIRS che può essere la complicanza di una pancreatite acuta, di ustioni o traumi importanti. Fra le altre cause si citano la sindrome da shock tossico (TSS), l'anafilassi, l'insufficienza surrenalica, reazioni a farmaci o tossine, intossicazione da metalli pasanti, insufficienza epatica e danni del sistema nervoso centrale. In particolare, le forme di insufficienza corticosurrenalica che possono condurre allo shock distributivo comprendono il peggioramento di un'insufficienza surrenalica cronica, la distruzione o la rimozione chirurgica delle ghiandole surrenali, la soppressione di tali ghiandole da parte di farmaci steroidei, l'ipopituitarismo e le anomalie della produzione di ormoni surrenalici da cause metaboliche.